# T-St-S 78
Srub T-St-S 78 byl projektován jako levostranný dělostřelecký srub těžkého opevnění na Trutnovsku umístěný vpravo od středu tvrze Stachelberg. Srub byl vybudován jako součást tvrzového opevnění Československa před 2. světovou válkou.
Účelem srubu mělo být palebně pokrýt jihovýchodní prostor Krkonoš, tedy prostor údolí Vizova, Suchého dolu a Albeřic a přehradit možný postup nepřítele ve směru Albeřice-Horní Maršov. Okraj palebného vějíře zasahoval až na Žacléřský hřbet.

## Poloha
Projekt tvrze plánoval s výstavbou srubu na jihovýchodním svahu, tedy na odvrácené straně od nepřítele tak, aby byl terénem kryt před přímou palbou. Velikost a masa betonu tohoto srubu vyžadovala dělení srubu na dvě části dilatační spárou.

## Výzbroj
Srub byl vyzbrojen obdobně jako druhý dělostřelecký srub pevnosti T-St-S 77. Hlavní palebné zbraně měly být 3 kusy 10 cm houfnice vz. 38 s dostřelem 11.950 metrů umístěné pod betonem. Pro vlastní ochranu srubu byly instalovány 3 kusy lehkých kulometů vz. 26, 2 umístěné ve zvonech a jeden souběžně se střílnami pro krytí kaponiéry před nimi. Samotný nouzový východ do příkopu byl jištěn střílnou pro ruční palnou zbraň. Ačkoliv byly houfnice především určeny pro dálkovou palbu, bylo možno s nimi postřelovat i vnitřní prostor tvrze.

T-St-S 78
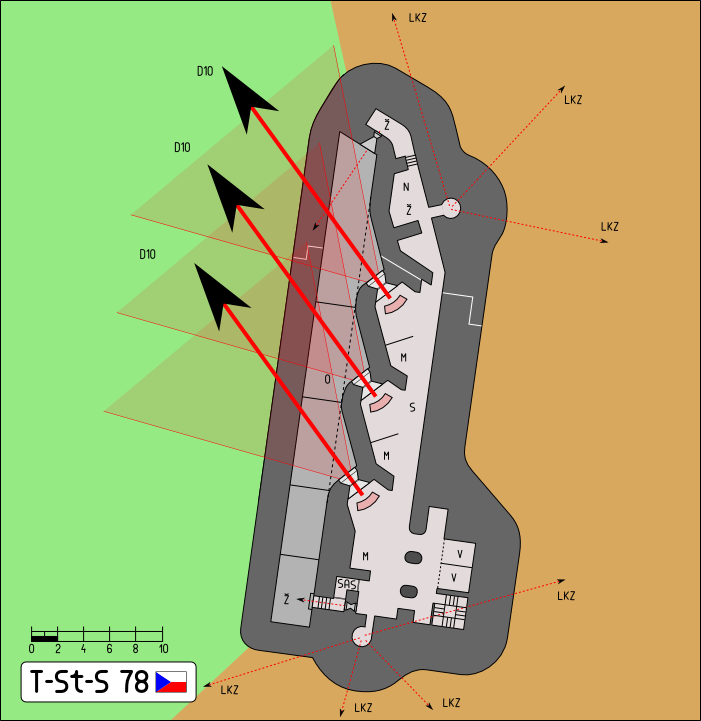
Horní patro srubu D10 - houfnice LKZ - l. kulomet zvon Ž - žebřík M - munice V - výtah a schodiště N - nádrže SAS - přechodová komora 0 - kaponiéra
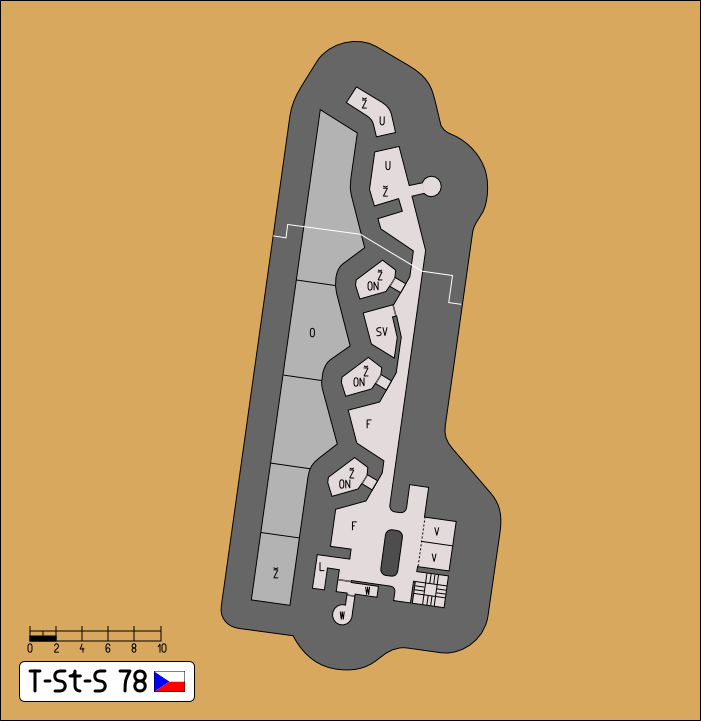
Dolní patro srubu V - výtah a schodiště F - filtrovna SV - stanoviště velitele ON - odpadní nábojnice U - ubikace L - umyvárna W - záchod

- Horní patro srubu
D10 - houfnice
LKZ - l. kulomet zvon
Ž - žebřík
M - munice
V - výtah a schodiště
N - nádrže
SAS - přechodová komora
0 - kaponiéra
- Dolní patro srubu
V - výtah a schodiště
F - filtrovna
SV - stanoviště velitele
ON - odpadní nábojnice
U - ubikace
L - umyvárna
W - záchod

## Výstavba
K 1. říjnu 1938 byly proveden pouze výkop pro základovou desku a výlom šachty, která byla později zasypána.